# Neocautinella
Neocautinella là một chi nhện trong họ Linyphiidae.